# Roberto Watanabe
Roberto Tadashi Watanabe (, 6 de julho de 1972) é um ex-enxadrista brasileiro. Ele ganhou o título de Mestre Internacional de Xadrez, homologado pela FIDE, em 1992.

## Carreira
Iniciou a sua carreira em meados da década de 1980 e em 1985, conquistou o seu primeiro título relevante, o de Campeão Brasileiro Infantil na categoria sub-14.
Representou o Brasil em diversos campeonatos mundiais da FIDE nas categorias Infantil (sub-14), Cadetes (sub-16), Infanto-juvenil (sub-18) e Juvenil (sub-20). Em 1990, venceu o Campeonato Brasileiro Absoluto de Xadrez, realizado na cidade de Porto Alegre. No ano seguinte, com 19 anos, alcançou o título de Mestre Internacional de Xadrez, ao sagrar-se Campeão Panamericano Juvenil (sub-20), em Bariloche, Argentina.
No início da década de 1990, abandonou as competições para se dedicar a outras atividades e formou-se em Administração pela Fundação Getúlio Vargas.

## Principais títulos
- Campeão Brasileiro Infantil (sub-14) em 1985.
- Campeão Brasileiro Cadetes (sub-16) em 1988.
- 3 vezes Campeão Brasileiro Infanto-juvenil (sub-18) em 1988, 1989 e 1990.
- Campeão Panamericano Infanto-juvenil (sub-18) em 1990.
- 3 vezes Campeão Brasileiro Juvenil (sub-20) em 1988, 1989 e 1990.
- Campeão Brasileiro Absoluto em 1990.
- Campeão Panamericano Juvenil em 1991.